# Sztáza
Sztaza (horvátul Staza) település Horvátországban, a Sziszek-Monoszló megyében, Sunja községhez tartozik.

## Fekvése
Zágrábtól 140 km-rel délkeletre, Sziszek városától légvonalban 25, közúton 33 km-re délkeletre, községközpontjától 6 km-re délre, a Sunja-mező északnyugati szélén, a Staza- és Nemica-patakok forrásvidékén fekszik.

## Története
Staza a török kiűzése után a 17. század végétől katolikus boszniai horvátokkal betelepített falvak közé tartozik. A falu 1773-ban az első katonai felmérés térképén „Dorf Sztasza” néven szerepel. A településnek már ekkor volt temploma, mely a térképen is jól látható a településen kívül, nyugati oldalon, a mai temető területén. Lipszky János 1808-ban Budán kiadott repertóriumában „Sztaza” a neve. Nagy Lajos 1829-ben kiadott művében ugyancsak „Sztaza” néven 80 házzal és 420 lakossal szerepel. 1857-ben 361, 1910-ben 523 lakosa volt. Zágráb vármegye Kostajnicai járásához tartozott. A délszláv háború előtt lakosságának 94%-a horvát nemzetiségű volt. 1991. június 25-én a független Horvátország része lett. A délszláv háború idején elfoglalták a szerb erők. A Krajinai Szerb Köztársasághoz tartozott. A falut 1995. augusztus 5-én a Vihar hadművelettel foglalta vissza a horvát hadsereg. A településnek 2011-ben 220 lakosa volt.

## Népesség
| Lakosság változása | Lakosság változása | Lakosság változása | Lakosság változása | Lakosság változása | Lakosság változása | Lakosság változása | Lakosság változása | Lakosság változása | Lakosság változása | Lakosság változása | Lakosság változása | Lakosság változása | Lakosság változása | Lakosság változása | Lakosság változása |
| ------------------ | ------------------ | ------------------ | ------------------ | ------------------ | ------------------ | ------------------ | ------------------ | ------------------ | ------------------ | ------------------ | ------------------ | ------------------ | ------------------ | ------------------ | ------------------ |
| 1857               | 1869               | 1880               | 1890               | 1900               | 1910               | 1921               | 1931               | 1948               | 1953               | 1961               | 1971               | 1981               | 1991               | 2001               | 2011               |
| 361                | 368                | 400                | 493                | 497                | 523                | 532                | 538                | 563                | 553                | 516                | 467                | 393                | 380                | 304                | 220                |

## Nevezetességei
- Szent Márton tiszteletére szentelt római katolikus kápolnája a Sunját Hrvatska Dubicával összekötő főút északi oldalán áll. A kápolna 1873-ban épült, de a délszláv háború során a falut elfoglaló JNA katonái és a szerb szabadcsapatok lerombolták. A háború után a régi kápolna helyén építették fel a mai épületet. Berendezésének egy része a régi kápolnából származik.
- A középkori Szent Márton templom maradványai a falutól nyugatra, a temető területén.

## Híres szülöttei

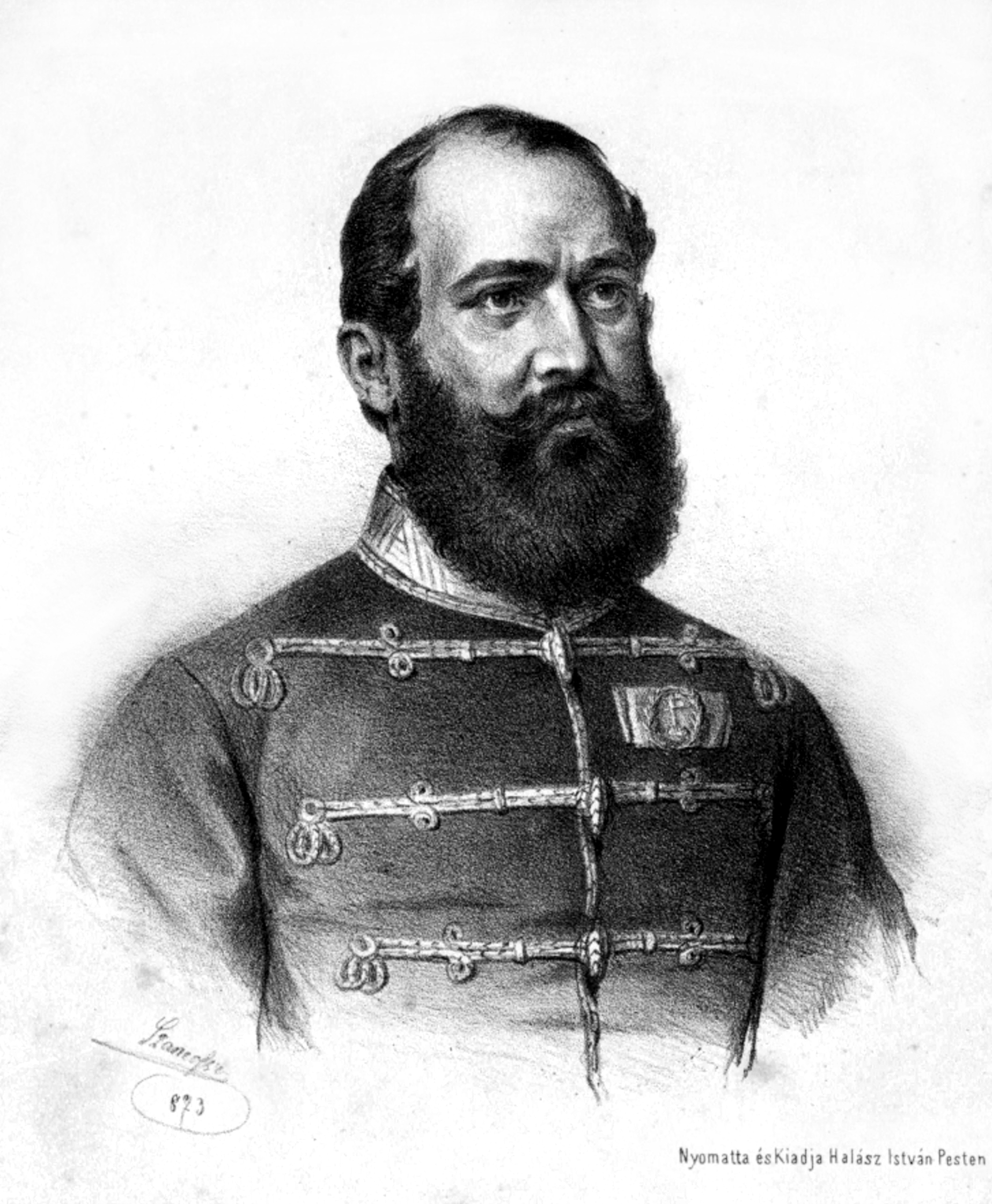
Damjanich János arcképe

- Damjanich János (Jovan Damjanić) honvéd vezérőrnagy, az aradi vértanúk egyike, az 1848–49-es forradalom és szabadságharc egyik legkiválóbb magyar tábornoka itt született 1804. december 8-án.